# Mriksah
Mriksah (auch unter einer Fülle anderer Schreibweisen bekannt: Mixan, Mixam, Mexam, Mixanno, Meika, Maxanno, Meaksaw und Mishammo) war Sachem der Narraganset von 1647 bis 1657. Sein Vater war Canonicus, der schon vor seinem Tod als Häuptling abdankte, jedoch zuvor seinen Neffen Miantonomo zum Nachfolger bestimmte. Dieser wurde 1643 von feindlichen Mohegan ermordet, so dass Canonicus wieder als Häuptling eingesetzt wurde. Schließlich übernahm Mriksah die Würde als Sachem und erlebte mit seinem Stamm eine Zeit des Friedens mit den englischen Siedlern. Verheiratet war er mit Quaiapen der Schwester des Sachems der östlichen Niantic Ninigret. Er hatte drei Kinder, von denen nur sein Sohn Scuttop das Erwachsenenalter erreichte. Es gab einen weiteren Sohn namens Quequaquenuit, der auf Gideon getauft wurde, sowie eine Tochter Quinimiquet.
Nach Mriksah übernahm sein Großcousin Canonchet die Führung als Sachem.